# Mangamaire (rivière)
La rivière Mangamaire (anglais : Mangamaire River) est un cours d'eau du centre de l’île du Nord de la Nouvelle-Zélande dans la région Manawatu-Wanganui.

## Géographie
C’est l’une des sources du système du fleuve Rangitikei, qui s’écoule généralement vers le sud-ouest à partir de son origine au sud-est du Lac Taupo, formant une partie de la bordure du parc de «Kaimanawa Forest Park» pour une bonne longueur. Elle rencontre la partie supérieure du fleuve Rangitikei dans un pays de colline à 40 km à l’est du Mont Ruapehu.